# Spoorlijn Düren - Heimbach
De spoorlijn Düren - Heimbach is een Duitse spoorlijn van Düren naar Heimbach en als lijn 9306 onder beheer van DB Netze, tot 1993 was dit lijn 2584.

## Geschiedenis

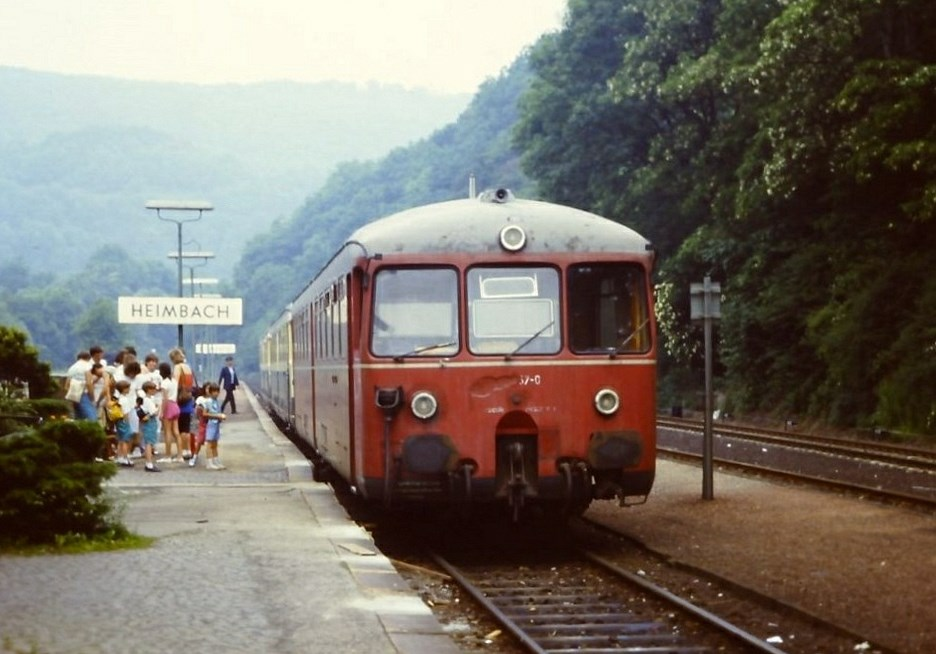
Railbus Baureihe 515 in Heimbach

Het traject werd door de Preußische Staatseisenbahnen geopend tussen 1892 en 1903. In 1933 is de spoorlijn verlegd in verband met de aanleg van het stuwmeer van Obermaubach.

## Huidige toestand

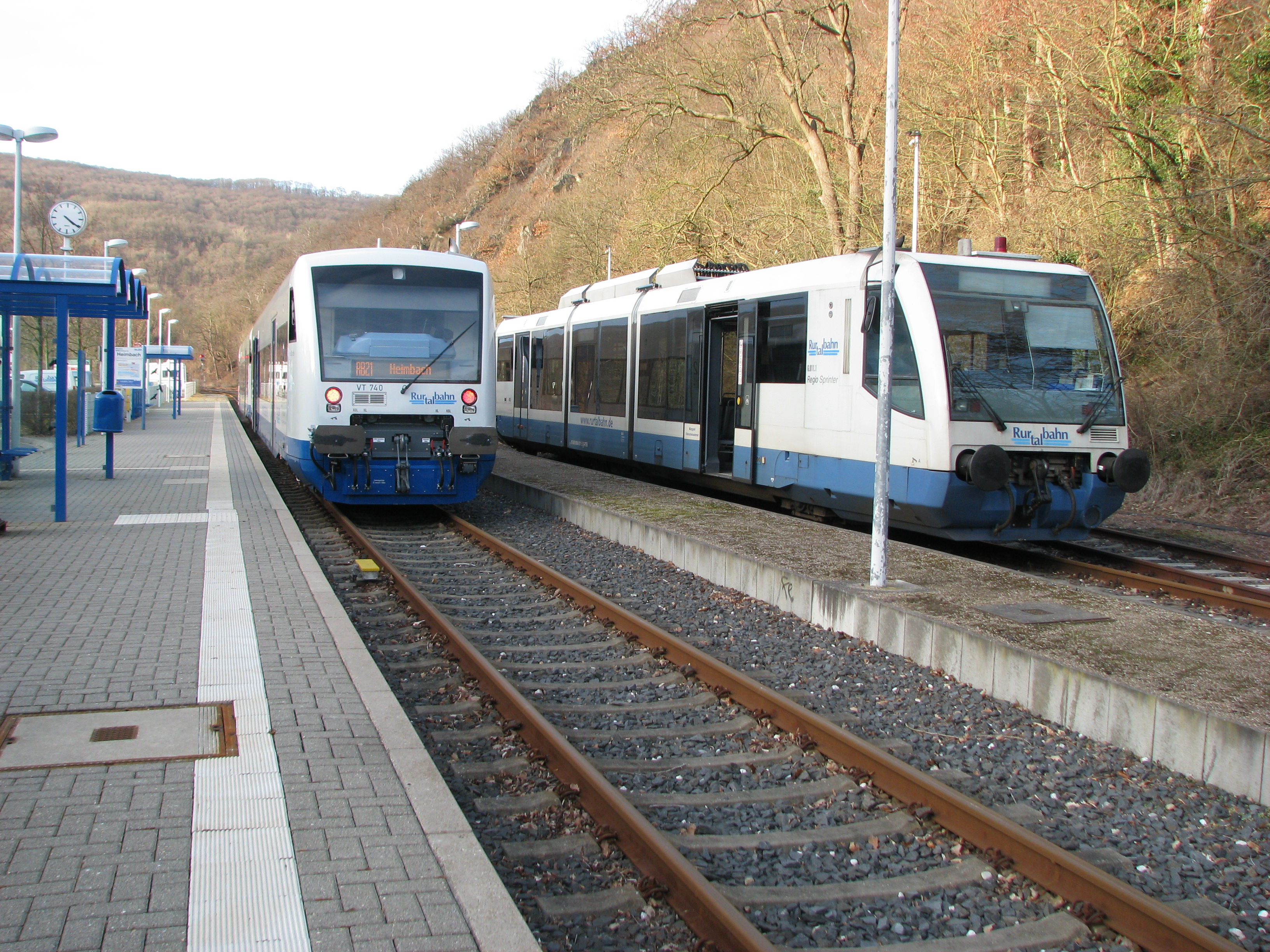
Stadler Regio-Shuttle RS1 en RegioSprinter van de Rurtalbahn in Heimbach

Vanaf 1993 is de lijn eigendom van de Dürener Kreisbahn.

## Treindiensten
| Serie | Treinsoort                | Route | Bijzonderheden |
| ----- | ------------------------- | --- | -------------- |
| RB 21 | Regionalbahn (Rurtalbahn) | Linnich SIG Combibloc – Jülich – Krauthausen – Huchem-Stammeln – Düren – Lendersdorf – Kreuzau – Untermaubach-Schlagstein – Nideggen-Brück – Heimbach (Eifel) |                |

## Aansluitingen
In de volgende plaats is of was er een aansluiting op de volgende spoorlijnen:
Düren
DB 2580 spoorlijn tussen Düren en Neuss
DB 2585 spoorlijn tussen Düren en Euskirchen
DB 2600 spoorlijn tussen Köln en Aachen
DB 2622 spoorlijn tussen Köln en Düren
DB 9304 spoorlijn tussen Jülich en Düren